# (Are You) The One That I’ve Been Waiting For
(Are You) The One That I've Been Waiting For? − drugi singel z albumu The Boatman’s Call Nick Cave and the Bad Seeds. Singel został wydany w wersji CD (4 utwory) oraz jako 7" krążek winylowy (2 pierwsze utwory).

## Spis utworów
1. (Are You) The One That I've Been Waiting For ?
2. Come Into My Sleep
3. Black Hair (Band Version)
4. Babe, I Got You Bad

Producenci:  Nick Cave and the Bad Seeds i Flood